# Podlipného
Podlipného je ulice v Praze – Libni. Je pojmenována podle pražského starosty a sokolského činovníka JUDr. Jana Podlipného, který se zasloužil o připojení Libně k Praze (1901).

## Poloha a dopravní funkce
Ulice začíná v křižovatce s ulicí Primátorská a vede východním směrem do křižovatky s ulicí Zenklova, kde končí. Křižuje ulice Lindnerovu a Braunerovu. Ulice je jednosměrná ve směru od křižovatky s Braunerovou k Primátorské, krátká část mezi křížením s Braunerovou a Zenklovou je obousměrná (stav duben 2012). Ulici nevyužívá žádná linka MHD. Nejbližší zastávkou MHD je tramvajová zastávka „U Kříže“, která se nachází v bezprostřední blízkosti křižovatky Zenklova – Podlipného – Hejtmánkova – Srbova. V místě dnešní zastávky U Kříže byla původní konečná Křižíkovy tramvaje, která sem jezdila od podzimu 1896. V pozdějších letech zde byla v ulicích Prosecká a Hejtmánkova bloková smyčka. V ulici Hejtmánkova také byla nástupní zastávka trolejbusové trati Libeň – Čakovice.

## Významné body v ulici
Na nároží ulic Podlipného a Primátorská se nachází neveřejné dětské hřiště, příslušné k nedaleké mateřské škole. Na nároží Podlipného a Lindnerovy je budova soukromé školy PORG. Škola je sice v Podlipného ulici, ale podle umístění vchodu má adresu Lindnerova 3. V domě 810/14 se nachází hostinec se sálem, dříve zvaný Čechie. Do roku 1989 byla na hostinci pamětní deska upomínající na konání jednoho z meziválečných sjezdů KSČ. Na domě 483/19 je umístěna pamětní deska básníka Karla Hlaváčka. Ulice pojmenovaná přímo po tomto básníkovi se nachází cca 300 metrů severovýchodním směrem.
V ulici se také natáčeli díly seriálu Případy 1. oddělení.

## Galerie

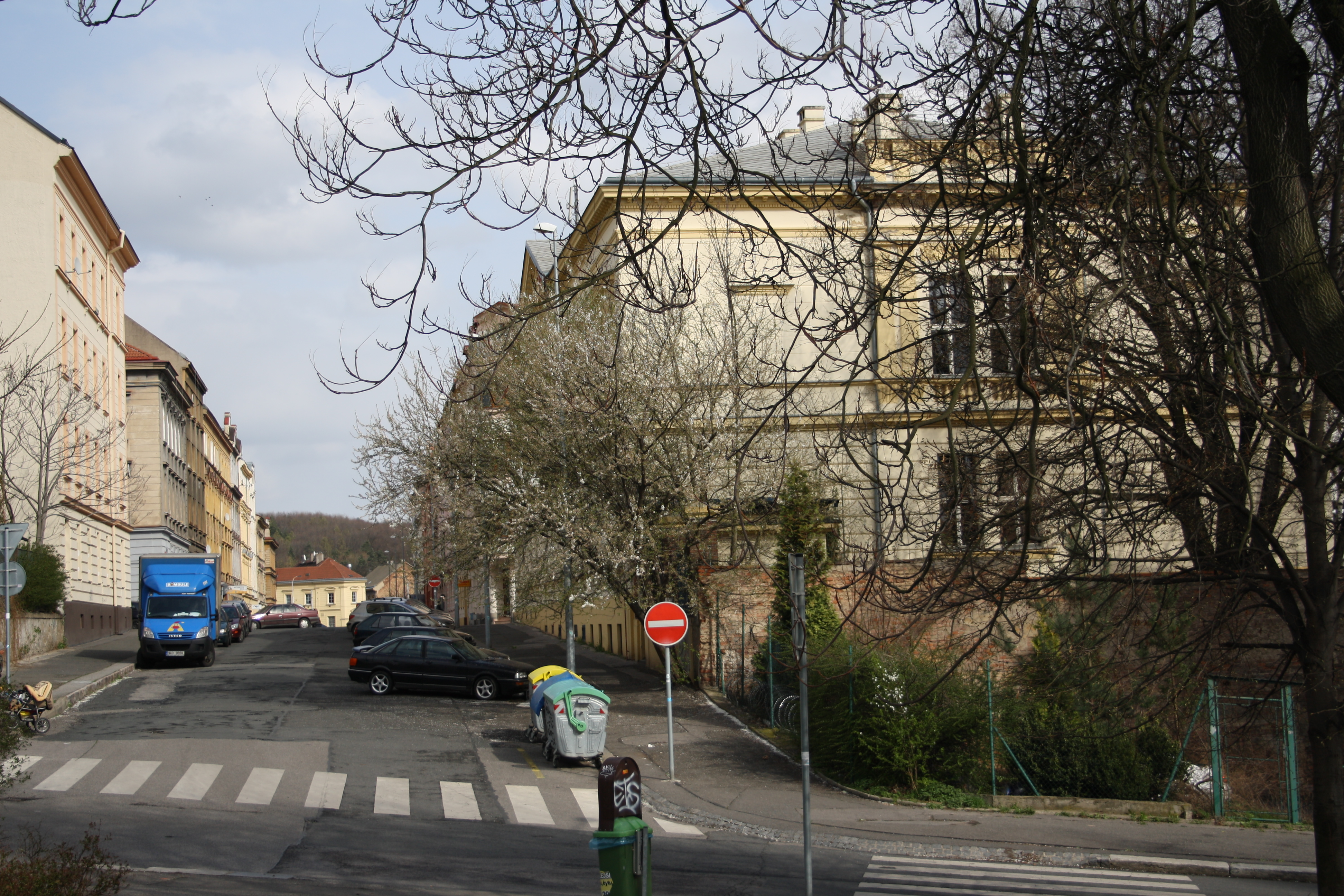
Podlipného ulice v pohledu od Primátorské
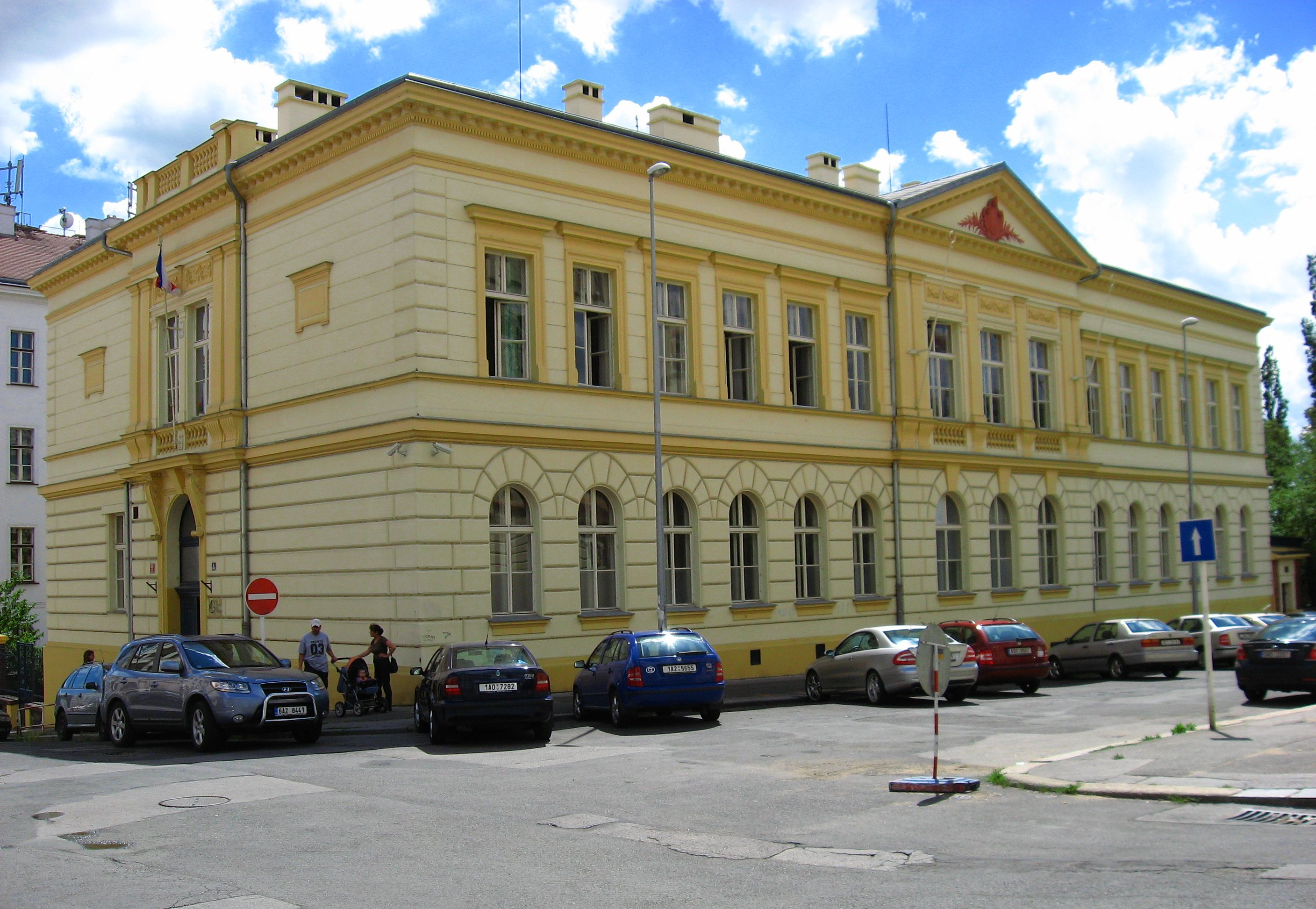
Budova PORG, pohled z křižovatky Podlipného a Lindnerovy, adresa je Lindnerova 3
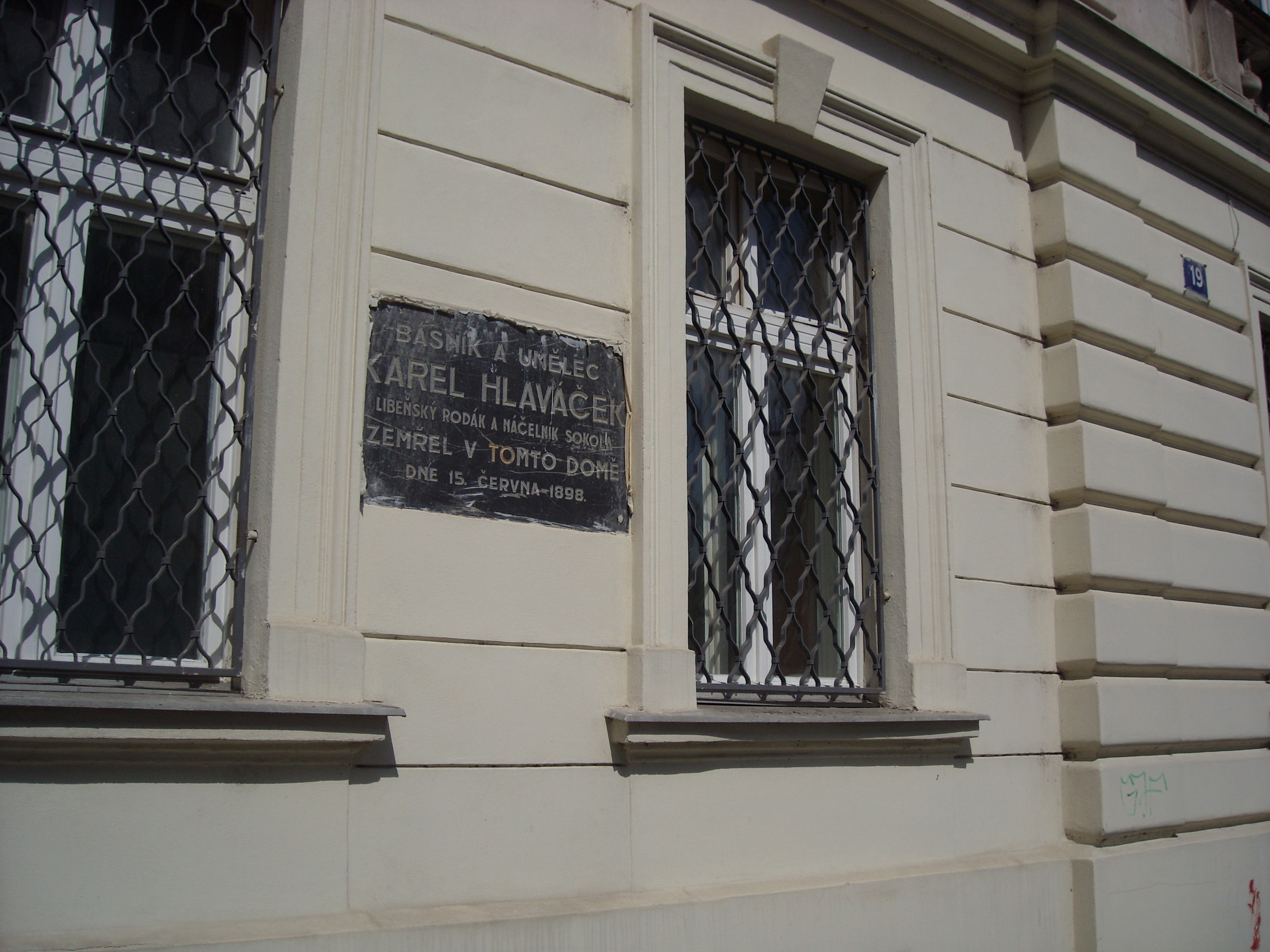
Pamětní deska básníka Karla Hlaváčka
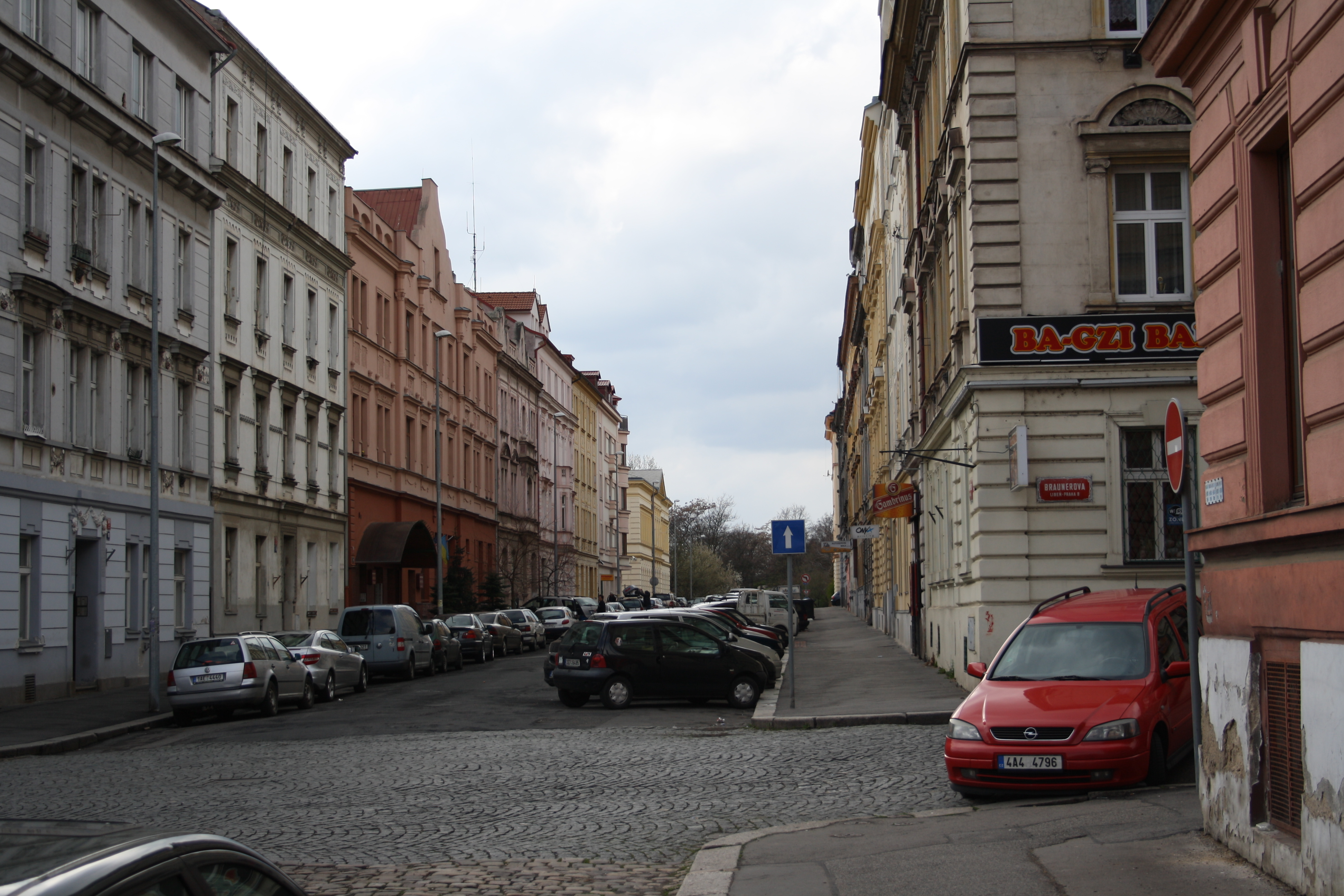
Podlipného ulice v pohledu od Zenklovy